# ВМ-4 «Джміль»
ВМ-4 «Джміль» — український легкий багатоцільовий двомоторний гелікоптер, що створюється київською компанією ТОВ "Авіаційна компанія "Вектор". Команда проекту переважно складається з інженерів та спеціалістів, що в минулому працювали над легким вертольотом КТ-112, єдиним серійним вертольотом, що був створений в Україні з нуля.
Протягом 2017-2020 років ескізні проекти вертольоту ВМ-4 розглядалися, як військовими так цивільними експертами, як основний напрямок розвитку українського легкого вертольотобудування. Проте, через брак коштів, проект не був включений в жодну національну авіабудівну програму.
Станом на 14 серпня 2020 авіаційна компанія "Вектор", єдина в Україні, має ексклюзивні патентні права на розробку і випуск вертольотів з гібридною силовою установкою.
За офіційними даними гелікоптер ВМ-4 матиме щонайменш пять модифікацій - цивільний варіант, санітарний варіант ВМ-4С "Піан" , поліцейський варіант ВМ-4П "Патрол", безпілотний варіант та легкий штурмовик ВМ-4В "Кіборг" 
Роботи зі створення першого дослідного зразка гелікоптера повинні початися у 2024 році.